# Aragóniai trónörökösök házastársainak listája

Az Aragóniai Királyság címere

Ez a lista az Aragón Korona Országai (Aragóniai Királyság, Valenciai Királyság, Katalónia) trónörököseinek a feleségeit tartalmazza 1086-tól 1621-ig. 1351-től az aragón trónörökös a Girona hercege címet viselte, így ettől kezdve (1373-tól) a feleségei is megkapták a Girona hercegnéje címet.

## Uralkodóházak

### Jimeno-ház
| Képe | Címere | Neve                    | Apja                                                     | Születése | Házassága    | Trónörökösi hitvessé válása | Trónörökösi hitvesi terminus vége | Halála                                     | Házastársa      |
| ---- | ------ | ----------------------- | -------------------------------------------------------- | --------- | ------------ | --------------------------- | --------------------------------- | ------------------------------------------ | --------------- |
| –    |        | Ifjabb Aquitániai Ágnes | VIII. Vilmos aquitaniai herceg (Poitiers-ház)            | –         | 1086. január | 1086. január                | 1094. június 4. királynévá válása | 1097. június 6.                            | I. Péter        |
| –    | –      | Maria Díaz de Vivar     | Rodrigo Díaz de Vivar, Valencia uralkodója (Flaínez-ház) | –         | 1098         | 1098                        | 1104. február 1. férje halála     | 1104. augusztus 4./1106. november 1. előtt | Aragóniai Péter |

### Barcelonai-ház
| Képe | Címere | Neve                    | Apja                                             | Születése              | Házassága                               | Trónörökösi hitvessé válása  | Trónörökösi hitvesi terminus vége                         | Halála                         | Házastársa                        |
| ---- | ------ | ----------------------- | ------------------------------------------------ | ---------------------- | --------------------------------------- | ---------------------------- | --------------------------------------------------------- | ------------------------------ | --------------------------------- |
|      |        | Kasztíliai Sancha       | VII. Alfonz kasztíliai király (Burgundiai-ház)   | 1154/5. szeptember 21. | 1174. január 18.                        | 1174. január 18.             | 1174. október 17. királynévá válása                       | 1208. november 9.              | II. Alfonz                        |
| –    |        | Sabran Gersenda         | I. Rainon caylari úr (Sabran-ház)                | ?                      | 1193. július                            | 1195. április 25.            | 1208. február 1. a későbbi I. (Hódító) Jakab születése    | ?                              | II. (Provence-i) Alfonz           |
| –    |        | Savoyai Beatrix         | I. Tamás savoyai gróf (Savoyai-ház)              | 1205 körül             | 1220. december                          | 1220. december               | 1228. február előtt Aragóniai Alfonz trónörökös születése | 1266. december/1267. január 4. | IV. (Provence-i) Rajmund Berengár |
| –    |        | Moncadai Konstancia     | VII. Gaston béarni algróf (Moncada-ház)          | 1245/50                | 1260. március 23.                       | 1260. március 23.            | 1260. március 26. férje halála                            | 1310. április 25.              | Aragóniai Alfonz                  |
|      |        | Hohenstaufen Konstancia | I. Manfréd szicíliai király (Hohenstaufen-ház)   | 1249                   | 1262. június/július 13.                 | 1262. június/július 13.      | 1276. július 27. királynévá válása                        | 1302. április 9.               | III. (Nagy) Péter                 |
|      |        | Kasztíliai Eleonóra     | IV. Ferdinánd kasztíliai király (Burgundiai-ház) | 1307                   | 1319. október 18.                       | 1319. október 18.            | 1319. október 18. férje lemondása a trónöröklési jogáról  | 1359. március/április          | Aragóniai Jakab                   |
|      |        | Entençai Teréz          | Gombaldo entençai báró (Entença-ház)             | 1300 körül             | 1314. november 10.                      | 1319. október 18.            | 1327. október 20.                                         | 1327. október 20.              | IV. (Jó) Alfonz                   |
|      |        | Comminges Cecília       | VII. Bernát commingesi gróf (Comminges-ház)      | ?                      | 1336                                    | 1336                         | 1347. november 15. férje halála                           | 1384                           | I. (Urgelli) Jakab                |
|      |        | Armagnaci Mattea        | I. János armagnaci gróf (Armagnac-ház)           | 1347. február 18. után | 1373. április 28./június 24.            | 1373. április 28./június 24. | 1378. október 23.                                         | 1378. október 23.              | I. (Vadász) János                 |
|      |        | Bar Jolán               | I. Róbert, Bar hercege (Montbelliard-ház)        | 1364/5                 | 1380. február 2.                        | 1380. február 2.             | 1387. január 5. királynévá válása                         | 1431. július 3.                | I. (Vadász) János                 |
|      |        | Luna Mária              | Lope lunai gróf (Luna család)                    | 1353                   | 1372. június 13.                        | 1388/89/94                   | 1396. május 19. királynévá válása                         | 1406. december 29.             | I. (Idős/Emberséges) Márton       |
|      |        | Aragóniai Mária         | III. Frigyes szicíliai király (Barcelonai-ház)   | 1363. július 2.        | 1389. június 24./1391. november 19./29. | 1396. május 19.              | 1401. május 25.                                           | 1401. május 25.                | I. (Ifjú) Márton                  |
|      |        | Navarrai Blanka         | III. Károly navarrai király (Évreux-ház)         | 1387. július 6.        | 1402. november. 26.                     | 1402. november. 26.          | 1409. július. 25. férje halála                            | 1441. április 1.               | I. (Ifjú) Márton                  |

### Trastámara-ház
| Képe | Címere | Neve | Apja | Születése | Házassága | Trónörökösi hitvessé válása | Trónörökösi hitvesi terminus vége | Halála | Házastársa                |
| --- | --- | --- | --- | --- | --- | --- | --- | --- | ------------------------- |
| | | Kasztíliai Mária | III. Henrik kasztíliai király (Trastámara-ház) | 1401. szeptember 1. | 1415. június 12. | 1415. június 12. | 1416. április 2. királynévá válása | 1458. szeptember 14. | V. (Nagylelkű) Alfonz     |
| | | Navarrai Blanka (Újra) | III. Károly navarrai király (Évreux-ház) | 1387. július 6. | 1420. június 10. | 1420. június 10. | 1441. április 1. | 1441. április 1. | II. (Hitetlen) János      |
| | | Juana Enríquez | Fadrique Enríquez (Burgundiai-ház) | 1425/30 | 1447. július 7. (vagy 1444. április 1.) | 1447. július 7. (vagy 1444. április 1.) | 1458. június 27. királynévá válása | 1468. február 13. | II. (Hitetlen) János      |
| | | Katolikus Izabella | II. János kasztíliai király (Trastámara-ház) | 1451. április 22. | 1469. október 19. | 1469. október 19. | 1479. január 19. királynévá válása | 1504. november 26. | II. (Katolikus) Ferdinánd |
| | | Habsburg Margit | I. Miksa német-római császár (Habsburg-ház) | 1480. január 10. | 1497. április 3. | 1497. április 3. | 1497. október 4. férje halála | 1530. november 30. | Idősebb Aragóniai János   |
| II. (Katolikus) Ferdinándnak az első feleségétől, I. Izabella kasztíliai királynőtől született elsőszülött lányát, Aragóniai Izabella portugál királynét, akit a katolikus királyok egyetlen fiának, Jánosnak, valamint utószülött gyermekének a halála után a Kasztíliai Gyűlés Kasztília trónörökösévé nyilvánított, az Aragón Gyűlés az érvényben levő száli törvényre hivatkozva, amely szerint nők nem örökölhetik a trónt, nem fogadta el trónörökösnek, de kinyilvánította abbéi akaratát, hogyha a már várandós Izabella portugál királyné fiút szül, őt elfogadják trónörökösnek. Mihály herceg a születésétől kezdve Aragónia, Kasztília és Portugália trónörököse lett, de egy hónappal a második születésnapja előtt meghalt 1498–1500 | II. (Katolikus) Ferdinándnak az első feleségétől, I. Izabella kasztíliai királynőtől született elsőszülött lányát, Aragóniai Izabella portugál királynét, akit a katolikus királyok egyetlen fiának, Jánosnak, valamint utószülött gyermekének a halála után a Kasztíliai Gyűlés Kasztília trónörökösévé nyilvánított, az Aragón Gyűlés az érvényben levő száli törvényre hivatkozva, amely szerint nők nem örökölhetik a trónt, nem fogadta el trónörökösnek, de kinyilvánította abbéi akaratát, hogyha a már várandós Izabella portugál királyné fiút szül, őt elfogadják trónörökösnek. Mihály herceg a születésétől kezdve Aragónia, Kasztília és Portugália trónörököse lett, de egy hónappal a második születésnapja előtt meghalt 1498–1500 | II. (Katolikus) Ferdinándnak az első feleségétől, I. Izabella kasztíliai királynőtől született elsőszülött lányát, Aragóniai Izabella portugál királynét, akit a katolikus királyok egyetlen fiának, Jánosnak, valamint utószülött gyermekének a halála után a Kasztíliai Gyűlés Kasztília trónörökösévé nyilvánított, az Aragón Gyűlés az érvényben levő száli törvényre hivatkozva, amely szerint nők nem örökölhetik a trónt, nem fogadta el trónörökösnek, de kinyilvánította abbéi akaratát, hogyha a már várandós Izabella portugál királyné fiút szül, őt elfogadják trónörökösnek. Mihály herceg a születésétől kezdve Aragónia, Kasztília és Portugália trónörököse lett, de egy hónappal a második születésnapja előtt meghalt 1498–1500 | II. (Katolikus) Ferdinándnak az első feleségétől, I. Izabella kasztíliai királynőtől született elsőszülött lányát, Aragóniai Izabella portugál királynét, akit a katolikus királyok egyetlen fiának, Jánosnak, valamint utószülött gyermekének a halála után a Kasztíliai Gyűlés Kasztília trónörökösévé nyilvánított, az Aragón Gyűlés az érvényben levő száli törvényre hivatkozva, amely szerint nők nem örökölhetik a trónt, nem fogadta el trónörökösnek, de kinyilvánította abbéi akaratát, hogyha a már várandós Izabella portugál királyné fiút szül, őt elfogadják trónörökösnek. Mihály herceg a születésétől kezdve Aragónia, Kasztília és Portugália trónörököse lett, de egy hónappal a második születésnapja előtt meghalt 1498–1500 | II. (Katolikus) Ferdinándnak az első feleségétől, I. Izabella kasztíliai királynőtől született elsőszülött lányát, Aragóniai Izabella portugál királynét, akit a katolikus királyok egyetlen fiának, Jánosnak, valamint utószülött gyermekének a halála után a Kasztíliai Gyűlés Kasztília trónörökösévé nyilvánított, az Aragón Gyűlés az érvényben levő száli törvényre hivatkozva, amely szerint nők nem örökölhetik a trónt, nem fogadta el trónörökösnek, de kinyilvánította abbéi akaratát, hogyha a már várandós Izabella portugál királyné fiút szül, őt elfogadják trónörökösnek. Mihály herceg a születésétől kezdve Aragónia, Kasztília és Portugália trónörököse lett, de egy hónappal a második születésnapja előtt meghalt 1498–1500 | II. (Katolikus) Ferdinándnak az első feleségétől, I. Izabella kasztíliai királynőtől született elsőszülött lányát, Aragóniai Izabella portugál királynét, akit a katolikus királyok egyetlen fiának, Jánosnak, valamint utószülött gyermekének a halála után a Kasztíliai Gyűlés Kasztília trónörökösévé nyilvánított, az Aragón Gyűlés az érvényben levő száli törvényre hivatkozva, amely szerint nők nem örökölhetik a trónt, nem fogadta el trónörökösnek, de kinyilvánította abbéi akaratát, hogyha a már várandós Izabella portugál királyné fiút szül, őt elfogadják trónörökösnek. Mihály herceg a születésétől kezdve Aragónia, Kasztília és Portugália trónörököse lett, de egy hónappal a második születésnapja előtt meghalt 1498–1500 | II. (Katolikus) Ferdinándnak az első feleségétől, I. Izabella kasztíliai királynőtől született elsőszülött lányát, Aragóniai Izabella portugál királynét, akit a katolikus királyok egyetlen fiának, Jánosnak, valamint utószülött gyermekének a halála után a Kasztíliai Gyűlés Kasztília trónörökösévé nyilvánított, az Aragón Gyűlés az érvényben levő száli törvényre hivatkozva, amely szerint nők nem örökölhetik a trónt, nem fogadta el trónörökösnek, de kinyilvánította abbéi akaratát, hogyha a már várandós Izabella portugál királyné fiút szül, őt elfogadják trónörökösnek. Mihály herceg a születésétől kezdve Aragónia, Kasztília és Portugália trónörököse lett, de egy hónappal a második születésnapja előtt meghalt 1498–1500 | II. (Katolikus) Ferdinándnak az első feleségétől, I. Izabella kasztíliai királynőtől született elsőszülött lányát, Aragóniai Izabella portugál királynét, akit a katolikus királyok egyetlen fiának, Jánosnak, valamint utószülött gyermekének a halála után a Kasztíliai Gyűlés Kasztília trónörökösévé nyilvánított, az Aragón Gyűlés az érvényben levő száli törvényre hivatkozva, amely szerint nők nem örökölhetik a trónt, nem fogadta el trónörökösnek, de kinyilvánította abbéi akaratát, hogyha a már várandós Izabella portugál királyné fiút szül, őt elfogadják trónörökösnek. Mihály herceg a születésétől kezdve Aragónia, Kasztília és Portugália trónörököse lett, de egy hónappal a második születésnapja előtt meghalt 1498–1500 | II. (Katolikus) Ferdinándnak az első feleségétől, I. Izabella kasztíliai királynőtől született elsőszülött lányát, Aragóniai Izabella portugál királynét, akit a katolikus királyok egyetlen fiának, Jánosnak, valamint utószülött gyermekének a halála után a Kasztíliai Gyűlés Kasztília trónörökösévé nyilvánított, az Aragón Gyűlés az érvényben levő száli törvényre hivatkozva, amely szerint nők nem örökölhetik a trónt, nem fogadta el trónörökösnek, de kinyilvánította abbéi akaratát, hogyha a már várandós Izabella portugál királyné fiút szül, őt elfogadják trónörökösnek. Mihály herceg a születésétől kezdve Aragónia, Kasztília és Portugália trónörököse lett, de egy hónappal a második születésnapja előtt meghalt 1498–1500 | Portugáliai Mihály        |
| | | Habsburg Fülöp | I. Miksa német-római császár (Habsburg-ház) | 1478. július 22. | 1496. október 20., Lille | 1502. október 27. Az Aragón Gyűlés Zaragozában eltörölve a száli törvénynek a nőket a trónöröklésből kizáró rendelkezését trónörökössé nyilvánítja feleségét, amennyiben apósának nem születik még fia. | 1506. szeptember 25. | 1506. szeptember 25. | Aragóniai Őrült Johanna   |
| II. (Katolikus) Ferdinándnak a második feleségétől, Foix Germána királynétól született fia meghalt még a születése napján, csak pár órát élt 1509. május 3. | II. (Katolikus) Ferdinándnak a második feleségétől, Foix Germána királynétól született fia meghalt még a születése napján, csak pár órát élt 1509. május 3. | II. (Katolikus) Ferdinándnak a második feleségétől, Foix Germána királynétól született fia meghalt még a születése napján, csak pár órát élt 1509. május 3. | II. (Katolikus) Ferdinándnak a második feleségétől, Foix Germána királynétól született fia meghalt még a születése napján, csak pár órát élt 1509. május 3. | II. (Katolikus) Ferdinándnak a második feleségétől, Foix Germána királynétól született fia meghalt még a születése napján, csak pár órát élt 1509. május 3. | II. (Katolikus) Ferdinándnak a második feleségétől, Foix Germána királynétól született fia meghalt még a születése napján, csak pár órát élt 1509. május 3. | II. (Katolikus) Ferdinándnak a második feleségétől, Foix Germána királynétól született fia meghalt még a születése napján, csak pár órát élt 1509. május 3. | II. (Katolikus) Ferdinándnak a második feleségétől, Foix Germána királynétól született fia meghalt még a születése napján, csak pár órát élt 1509. május 3. | II. (Katolikus) Ferdinándnak a második feleségétől, Foix Germána királynétól született fia meghalt még a születése napján, csak pár órát élt 1509. május 3. | Ifjabb Aragóniai János    |
| Nem ment férjhez újra, trónörökösi terminusa alatt nem volt trónörökösi hitves, bár jogi értelemben Johanna az öccse születésével elvesztette a trónörökösi státuszt, és az Aragón Gyűlésnek újra meg kellett volna erősítenie ebbéli jogait, de erre nem került sor, és ennek ellenére apja halála után nem vitatták Johannának a trónhoz való jogát 1509–1516 | Nem ment férjhez újra, trónörökösi terminusa alatt nem volt trónörökösi hitves, bár jogi értelemben Johanna az öccse születésével elvesztette a trónörökösi státuszt, és az Aragón Gyűlésnek újra meg kellett volna erősítenie ebbéli jogait, de erre nem került sor, és ennek ellenére apja halála után nem vitatták Johannának a trónhoz való jogát 1509–1516 | Nem ment férjhez újra, trónörökösi terminusa alatt nem volt trónörökösi hitves, bár jogi értelemben Johanna az öccse születésével elvesztette a trónörökösi státuszt, és az Aragón Gyűlésnek újra meg kellett volna erősítenie ebbéli jogait, de erre nem került sor, és ennek ellenére apja halála után nem vitatták Johannának a trónhoz való jogát 1509–1516 | Nem ment férjhez újra, trónörökösi terminusa alatt nem volt trónörökösi hitves, bár jogi értelemben Johanna az öccse születésével elvesztette a trónörökösi státuszt, és az Aragón Gyűlésnek újra meg kellett volna erősítenie ebbéli jogait, de erre nem került sor, és ennek ellenére apja halála után nem vitatták Johannának a trónhoz való jogát 1509–1516 | Nem ment férjhez újra, trónörökösi terminusa alatt nem volt trónörökösi hitves, bár jogi értelemben Johanna az öccse születésével elvesztette a trónörökösi státuszt, és az Aragón Gyűlésnek újra meg kellett volna erősítenie ebbéli jogait, de erre nem került sor, és ennek ellenére apja halála után nem vitatták Johannának a trónhoz való jogát 1509–1516 | Nem ment férjhez újra, trónörökösi terminusa alatt nem volt trónörökösi hitves, bár jogi értelemben Johanna az öccse születésével elvesztette a trónörökösi státuszt, és az Aragón Gyűlésnek újra meg kellett volna erősítenie ebbéli jogait, de erre nem került sor, és ennek ellenére apja halála után nem vitatták Johannának a trónhoz való jogát 1509–1516 | Nem ment férjhez újra, trónörökösi terminusa alatt nem volt trónörökösi hitves, bár jogi értelemben Johanna az öccse születésével elvesztette a trónörökösi státuszt, és az Aragón Gyűlésnek újra meg kellett volna erősítenie ebbéli jogait, de erre nem került sor, és ennek ellenére apja halála után nem vitatták Johannának a trónhoz való jogát 1509–1516 | Nem ment férjhez újra, trónörökösi terminusa alatt nem volt trónörökösi hitves, bár jogi értelemben Johanna az öccse születésével elvesztette a trónörökösi státuszt, és az Aragón Gyűlésnek újra meg kellett volna erősítenie ebbéli jogait, de erre nem került sor, és ennek ellenére apja halála után nem vitatták Johannának a trónhoz való jogát 1509–1516 | Nem ment férjhez újra, trónörökösi terminusa alatt nem volt trónörökösi hitves, bár jogi értelemben Johanna az öccse születésével elvesztette a trónörökösi státuszt, és az Aragón Gyűlésnek újra meg kellett volna erősítenie ebbéli jogait, de erre nem került sor, és ennek ellenére apja halála után nem vitatták Johannának a trónhoz való jogát 1509–1516 | Aragóniai Őrült Johanna   |

### Habsburg-ház
| Képe | Címere | Neve | Apja | Születése | Házassága | Trónörökösi hitvessé válása | Trónörökösi hitvesi terminus vége | Halála | Házastársa            |
| --- | --- | --- | --- | --- | --- | --- | --- | --- | --------------------- |
| | | Portugáliai Mária Manuéla | III. János portugál király (Avis-ház) | 1527. október 15. | 1543. november 12. | 1543. november 12. | 1545. július 12. | 1545. július 12. | I. (II./Okos) Fülöp   |
| | | Tudor Mária | VIII. Henrik angol király (Tudor-ház) | 1516. február 18. | 1554. július 25. | 1554. július 25. | 1556. január 16. királynévá válása | 1558. november 17. | I. (II./Okos) Fülöp   |
| | | Bourbon Izabella | IV. Henrik francia király (Bourbon-ház) | 1602. november 22. | 1615. november 25. | 1615. november 25. | 1621. március 31. királynévá válása | 1644. október 6. | III. (IV./Nagy) Fülöp |
| 1715-től, a Bourbonok győzelmével véget ért spanyol örökösödési háború befejeződésétől érvénybe lépnek az 1707-ben IV. (V./Bourbon) Fülöp kibocsátotta Decretos de Nueva Planta rendelkezései, amelyek a hispániai (ibériai) királyságokat Portugália kivételével egységes Spanyol Királysággá formálják. Ettől kezdve a zaragozai székhelyű Aragónia napjainkig egyszerű spanyol tartománnyá válik. | 1715-től, a Bourbonok győzelmével véget ért spanyol örökösödési háború befejeződésétől érvénybe lépnek az 1707-ben IV. (V./Bourbon) Fülöp kibocsátotta Decretos de Nueva Planta rendelkezései, amelyek a hispániai (ibériai) királyságokat Portugália kivételével egységes Spanyol Királysággá formálják. Ettől kezdve a zaragozai székhelyű Aragónia napjainkig egyszerű spanyol tartománnyá válik. | 1715-től, a Bourbonok győzelmével véget ért spanyol örökösödési háború befejeződésétől érvénybe lépnek az 1707-ben IV. (V./Bourbon) Fülöp kibocsátotta Decretos de Nueva Planta rendelkezései, amelyek a hispániai (ibériai) királyságokat Portugália kivételével egységes Spanyol Királysággá formálják. Ettől kezdve a zaragozai székhelyű Aragónia napjainkig egyszerű spanyol tartománnyá válik. | 1715-től, a Bourbonok győzelmével véget ért spanyol örökösödési háború befejeződésétől érvénybe lépnek az 1707-ben IV. (V./Bourbon) Fülöp kibocsátotta Decretos de Nueva Planta rendelkezései, amelyek a hispániai (ibériai) királyságokat Portugália kivételével egységes Spanyol Királysággá formálják. Ettől kezdve a zaragozai székhelyű Aragónia napjainkig egyszerű spanyol tartománnyá válik. | 1715-től, a Bourbonok győzelmével véget ért spanyol örökösödési háború befejeződésétől érvénybe lépnek az 1707-ben IV. (V./Bourbon) Fülöp kibocsátotta Decretos de Nueva Planta rendelkezései, amelyek a hispániai (ibériai) királyságokat Portugália kivételével egységes Spanyol Királysággá formálják. Ettől kezdve a zaragozai székhelyű Aragónia napjainkig egyszerű spanyol tartománnyá válik. | 1715-től, a Bourbonok győzelmével véget ért spanyol örökösödési háború befejeződésétől érvénybe lépnek az 1707-ben IV. (V./Bourbon) Fülöp kibocsátotta Decretos de Nueva Planta rendelkezései, amelyek a hispániai (ibériai) királyságokat Portugália kivételével egységes Spanyol Királysággá formálják. Ettől kezdve a zaragozai székhelyű Aragónia napjainkig egyszerű spanyol tartománnyá válik. | 1715-től, a Bourbonok győzelmével véget ért spanyol örökösödési háború befejeződésétől érvénybe lépnek az 1707-ben IV. (V./Bourbon) Fülöp kibocsátotta Decretos de Nueva Planta rendelkezései, amelyek a hispániai (ibériai) királyságokat Portugália kivételével egységes Spanyol Királysággá formálják. Ettől kezdve a zaragozai székhelyű Aragónia napjainkig egyszerű spanyol tartománnyá válik. | 1715-től, a Bourbonok győzelmével véget ért spanyol örökösödési háború befejeződésétől érvénybe lépnek az 1707-ben IV. (V./Bourbon) Fülöp kibocsátotta Decretos de Nueva Planta rendelkezései, amelyek a hispániai (ibériai) királyságokat Portugália kivételével egységes Spanyol Királysággá formálják. Ettől kezdve a zaragozai székhelyű Aragónia napjainkig egyszerű spanyol tartománnyá válik. | 1715-től, a Bourbonok győzelmével véget ért spanyol örökösödési háború befejeződésétől érvénybe lépnek az 1707-ben IV. (V./Bourbon) Fülöp kibocsátotta Decretos de Nueva Planta rendelkezései, amelyek a hispániai (ibériai) királyságokat Portugália kivételével egységes Spanyol Királysággá formálják. Ettől kezdve a zaragozai székhelyű Aragónia napjainkig egyszerű spanyol tartománnyá válik. | Spanyolország         |